# Wansdyke
Wansdyke var ett distrikt i Avon i England. Distriktet hade 80 700 invånare år 1992. Distriktet upprättades den 1 april 1974 genom att stadsdistrikten Keynsham och Norton-Radstock slogs ihop med landsdistrikten Bathavon och Clutton. Det avskaffades 1 april 1996 och blev en del av Bath and North East Somerset.